# 热依拉·达吾提
热依拉·达吾提（維吾爾語：راھىلە داۋۇت‎，1966年5月—），女，维吾尔族，生于新疆乌鲁木齐市，中华人民共和国语言学家、民俗学家，中共党员，其主要研究方向为维吾尔文化中向特定坟地（麻札）朝圣的实践传统。自2017年12月起下落不明，其亲属认为她已被中華人民共和国政府拘押，要求释放。2023年9月，美国对话基金会发表声明，称热依拉早在2018年12月就被当局以危害国家安全罪判处无期徒刑，其后上诉被新疆高级法院驳回。

## 生平
1987年，自新疆大学中文系维吾尔语言文学专业毕业，获学士学位。1990年7月，在新疆大学中文系获少数民族民间文学（含民俗学）专业硕士学位。1998年7月，在北京师范大学中文系获民俗学博士学位。
1990年7月起，一直在新疆大学中文系任教。1999年2月晋升副教授，2004年11月晋升教授。2001年被评为少数民族语言文学方向硕士研究生导师。1999年5月到2000年12月，参加了新疆大学教务处举办的“波斯语察合台语强化班”。2001年6月20日到7月6日，参加了在西北民族大学举办的中国第六届社会学人类学高级研讨班。2003年2月到7月，在北京语言文化大学接受英语强化培训。2003年9月到2004年9月，在美国宾西法尼亚大学民俗学系及印第安纳大学当访问学者。2006年12月到2007年6月，在美国加利福尼亚大学当访问教授。2008年12月14日，热依拉·达吾提获得“第七届钟敬文民俗学奖”（2008年度）。她是全国青联第十届委员会委员。
2017年11月18日，在北京大学参加第二届一带一路与西部发展研讨会。
2017年12月，她告訴親戚要去北京，但從那時候起已经8個月音訊全無，彷彿人間蒸發。達吾提的家人和關係密切的朋友確信，她已在一場嚴厲打擊維吾爾人的行動中被祕密拘捕。
2020年11月，热依拉·达吾提获美国人权组织“险境中的学者”(Scholars at Risk)的2020年度思考勇气奖，2020年12月获全球教育机构合作平台“开放社会大学网络”(OSUN)的首个人文学荣誉教授称号，2021年12月获独立中文笔会的年度刘晓波写作勇气奖。
2023年9月，美国对话基金会发表声明，称热依拉早在2018年12月就被当局以危害国家安全罪判处无期徒刑，其后上诉被新疆高级法院驳回。

## 著作
- 《维吾尔族麻扎文化研究》，新疆大学出版社，2001年5月（汉文）
- 《维吾尔族麻扎文化》，新疆人民出版社出版，2001年8月（维文）
- 《维吾尔族姓氏研究》（合著），新疆人民出版社，2002年（维文）
- 《世界民族之林》（合著），新疆青少年出版社，1996年（维文）[2]
- Mazar: Studies on Islamic Sacred Sites in Central Eurasia，（与菅原纯合作编辑），东京外国语大学出版会，2016年（英语）。